# Juan de la Cueva
Juan de la Cueva de Garoza (Siviglia, 23 ottobre 1543 – Granada, ottobre 1612) è stato un poeta e drammaturgo spagnolo del Siglo de Oro.

## Biografia
Era nato a Siviglia in una famiglia aristocratica. Fu allievo dei famosi umanisti della "scuola sivigliana": Juan de Mal Lara (1524–1571) e, alla morte di quest'ultimo, fu allievo del successore Diego Girón (1530-1590). 
Dal 1574 al 1577 si recò dapprima alle isole Canarie e successivamente emigrò nella Nuova Spagna spinto dalle sue disagiate condizioni economiche. Ritornato a Siviglia nel 1577, fece rappresentare il suo primo dramma teatrale (Muerte del rey don Sancho) e, nel biennio 1580-81 altre undici commedie. Successivamente, nel 1583, fu pubblicato quello che avrebbe dovuto essere il primo volume delle sue opere drammatiche (Primera parte de las tragedias y comedias de Juan de la Cueva); non si sa se la seconda parte sia stata poi pubblicata. Si trasferì negli ultimi anni della sua vita a Cuenca.
Fu un prolifico autore di versi: sonetti, egloghe, elegie, sestine, madrigali, odi, ecc. poemi in ottava rima, ecc. con soggetti leggendari, ispirati alla mitologia greca-romana, o soggetti storici adottati per sfruttare il patriottismo castigliano. I suoi versi appaiono tuttavia ormai datati. La sua importanza, nella storia della letteratura spagnola, è invece come autore drammatico. Fu nei fatti l'inventore della comedia española, dopo aver ripudiato il teatro classico di imitazione italiana. Consigliò agli scrittori di ripudiare le unità aristoteliche di azione, tempo e luogo, di ispirarsi agli avvenimenti della nazione spagnola, di ridurre gli atti (jornadas) da cinque a quattro, e di valersi del Romancero. In una sua opera teatrale del 1581, El Infamador, sono stati identificati i primi lineamenti di Don Giovanni.

## Opere (selezione)
- Obras de Juan de la Cueva (Sevilla, 1582)
- Primera parte de las tragedias y comedias de Juan de la Cueva, 1583.
- Viage de Sannio (1585)
- Coro Febeo de Romances historiales, Sevilla: Joan de León, 1587
- La conquista de la Bética, Sevilla: Francisco Pérez, 1603
- Ejemplar Poético, 1606
- Fábulas mitológicas y épica burlesca, Madrid: Editora Nacional, 1984.
- Los cuatro libros de Juan de la Cueva de los inventores de las cosas